# رنگ‌آمیزی اسید فاست
اسید فست به باکتری‌هایی گفته می‌شود که در برابر رنگ‌آمیزی گرم، رنگ خود را تغییر نمی‌دهند. 
اکثر دانشمندان بر این عقیده هستند که اسید فاست بودن این ارگانیسم‌ها به خاطر نفوذ پذیری انتخابی دیواره سلولی باکتری است. دیواره سلولی آن‌ها دارای مقداری موم است که آن‌ها را در برابر اسید الکل مورد استفاده در رنگ آمیزی مقاوم می‌سازد. برای مثال می‌توان مایکوباکتریوم ها و نوکاردیاها را نام برد.
تجربه نشان می‌دهد اگر دیواره سلولی آن‌ها آسیب ببیند خاصیت اسید فاست بودن خود را از دست می‌دهند.
باکتری‌های اسید فاست به باکتری‌هایی می‌گویند که حتی پس از بی‌رنگ کردن توسط ترکیب اسید هیدروکلریک در الکل، کربول فوچسین (محلول فوچسین در مخلوط فنل-الکل-آّب)را نگه می‌دارد. ابتدا اسمیر سلول‌ها را توسط کربول فوچسین پوشانده و با حمام بخار حرارت می‌دهند. به‌دنبال آن بیرنگ کردن توسط اسید - الکل انجام شده و سپس رنگ متضاد (سبز یا آبی) اضافه می‌شود. باکتری‌های اسید فاست (مایکوباکتریوم‌ها و برخی از اکتینومایسس‌های وابسته) به صورت قرمز در می‌آیند و بقیه رنگ متضاد را می‌گیرند.
- روش کلی رنگ آمیزی

ابتدا لام‌ها باید فیکس شوند. برای فیکس کردن دو راه وجود دارد:
۱- استفاده از حرارت
۲-استفاده از کوره هوا داغ به مدت حداقل ۱۰ دقیقه و در دمای ۶۰ درجه سانتی گراد. بعد از فیکس کرد نمونه، روی لام را با رنگ کربول فوچسین (فوچسین بازی) آغشته می‌کنیم. بعد از پخش کردن رنگ کربول فوچسین در سطح لام، با استفاده از پنبه اغشته با الکل سطح زیری لام را حرارت می‌دهیم که حرارت تا زمانی ادامه پیدا می‌کند که بخار از روی لام متصاعد شود. اگر رنگ از روی لام پاک شود دوباره روی ان با رنگ پوشانیده شود. اگر مدت زمان زیادی حرارت دادن طول بکشد باعث رسوب در سطح لام خواهیم بود که نتایج مثبت کاذب را افزایش می‌دهید. بعد از حرارت لام را به مدت ۵دقیقه در هوای ازاد اتاق قرار می‌دهیم در این مرحله تمام آرتیفکت‌ها، باسیل‌ها و سایر مواد موجود در لام رنگ امیزی می‌شوند. علت حرارت در رنگ آمیزی ذیل نلسون این است که از انجا که دیواره TB بسیار لیپیدی است رنگ نمی‌تواند وارد دیواره باسیل شود بنابراین با حرارت، نفوذ رنگ به داخل باسیل‌ها را افزایش می‌دهیم. بعد از ۵دقیقه، با آب معمولی لام را از بغل شستشو و آب گیری می‌کنیم و سپس با اسید الکل ۳٪ رنگ بری را انجام می‌دهیم. اسید الکل به مدت ۳ تا ۴ دقیقه بر روی لام پخش شده و رنگ باسیلها به علت دیواره مخصوص آن‌ها شستشو داده نشده و رنگ قرمر کربول فوچسین را در خود می‌گیرد ولی همه رنگ‌ها از اجسام موجود در لام برداشته می‌شود در آخر برای افزایش کنتراست می‌توان از یک رنگ زمینه‌ای مانند متیلین بلو یا مالاشیت سبز استفاده کرد.. مدت زمان لازم برای متیلین بلو ۱ دقیقه‌است. لام‌ها را پس از خشک کردن در زیر میکروسکوپ با عدسی ۱۰۰ می‌بینم.